# Partula clara
Partula clara es una especie de molusco gasterópodo de la familia Partulidae en el orden de los Stylommatophora. Podría tratarse de una variante de color de Partula hyalina.

## Distribución geográfica
Es endémica de las islas de la Sociedad, en la Polinesia Francesa.